# Powrót Maxa Dugana
Powrót Maxa Dugana (ang. Max Dugan Returns) – amerykański komediodramat z 1983 roku napisany przez Neila Simona i wyreżyserowany przez Herberta Rossa. Wyprodukowana przez 20th Century Fox.
Premiera filmu miała miejsce 25 marca 1983 roku w Stanach Zjednoczonych.

## Opis fabuły
Owdowiała nauczycielka, Nora McPhee (Marsha Mason), utrzymuje ze skromnej pensji siebie i swojego piętnastoletniego syna. Michael (Matthew Broderick) pyta ją nieraz o swego dziadka Maxa Dugana (Jason Robards). Nora odpowiada mu wymijająco, ponieważ pragnie wymazać ze swej pamięci obraz tego przestępcy i recydywisty. Pewnego dnia Max Dugan staje osobiście przed drzwiami jej domu z walizką pełną pieniędzy.

## Obsada
- Jason Robards jako Max Dugan
- Marsha Mason jako Nora McPhee
- Matthew Broderick jako Michael McPhee
- Donald Sutherland jako oficer Brian Costello
- Kiefer Sutherland jako Bill, szkolny przyjaciel Mike'a
- Dody Goodman jako pani Litke
- Bill Aylesworth jako Chris, szkolny przyjaciel Mike'a

i inni